# William Cochran
William Cochran   (Rutherglen, 15 de juliol de 1909 - Orleans, 29 de març de 1980) va ser un estadístic escocès encara que va viure la major part de la seva vida als Estats Units.

## Vida
Cochran va estudiar Matemàtiques a la Universitat de Glasgow, on es va doctorar, i a la Universitat de Cambridge on va estudiar Matemàtiques i Estadística amb John Wishart. Va ser Frank Yates qui va animar a Cochran a començar la seva carrera a l'Estació Experimental de Rothamsted sense un doctorat, fet que era tota una novetat en la institució. Durant la seva estada a Rothamsted (1934 - 1939) va publicar 18 treballs, va dur a terme experiments referents qüestions climàtiques, a la fertilitat diferencial de les parcel·les i la manca de repeticions d'experiments. També va assistir a conferències impartides per Sir Ronald A. Fisher a University College. A Rothamsted, Yates i Cochran van treballar en protocols de mostreig, incloent un cens dels boscos el 1938. El 1939 Cochran va visitar Ames (Iowa) i va esdevenir professor a la Universitat Estatal d'Iowa. Durant la seva estada a la Universitat Estatal d'Iowa va desenvolupar el programa d'estudis d'Estadística dins el Departament de Matemàtiques i va formar part i va presidir un equip d'assessors de l'Oficina del Cens dels Estats Units.
Durant la Segona Guerra Mundial (1943 - 1944) va treballar amb Samuel Wilks al Statistical Research Group de la Universitat de Princeton. El seu treball estava dedicat a l'estudi les probabilitats d'èxits en la guerra naval. En 1945 estava treballant en les estratègies dels raids de bombardeig.
Just acabada la Segona Guerra Mundial, Cochran va ser encarregat de la creació i direcció dels estudis de grau en Estadística Experimental a North Carolina State College. El 1949 Cochran va dirigir el Departament de Bioestadística de la Universitat Johns Hopkins. El 1957 la Universitat Harvard va crear un Departament d'Estadística en el que Cochran va ser contractat per afegir-hi força i lideratge d'alt nivell. Va treballar a Harvard des de 1957 fins que es va jubilar l'any 1976.
Va rebre la Royal Statistical Society Guy Medal (1936) i el Samuel S. Wilks Award de l'Associació Americana d'Estadística el 1967.
Cochran va morir a Orleans (Massachusetts) l'any 1980.

## Contribucions científiques
El valor pràctic de l'obra de Cochran mostra la importància de l'aleatorització en el mostreig i el disseny d'experiments. Va trobar experimentalment que les persones que escullien els brots de blat en el camp tendien a triar aquells amb una alçada mitjana superior a la mitjana del camp i a evitar els brots que eren excessivament alts o baixos. Cochran va publicar les seves conclusions del treball el 1936 a l'Empire Journal of Experimental Agriculture.
Al llarg de la seva carrera, Cochran va jugar un important paper fora de la universitat, treballant en l'Informe Kinsey sobre el comportament sexual humà, els efectes de la radiació sobre les víctimes d'Hiroshima, la recerca d'una vacuna contra la poliomielitis, els experiments quirúrgics per a les úlceres i la igualtat d'oportunitats educatives. És especialment conegut per la investigació dels efectes de fumar pel U.S. Public Health Service. El 1964, amb base en el treball de Cochran i altres científics, el Advisory Committee va presentar al Surgeon General proves que el càncer de pulmó era en relació directa amb el consum de tabac. Aquest va ser el primer reconeixement oficial dels riscos per a la salut relacionats amb el tabac.
Cochran va introduir molts mètodes estadístics, com els d'inclusió o exclusió d'una variable independent en la regressió lineal múltiple, la prova Q de Cochran que s'utilitza per avaluar dues variables mesurades en una escala nominal. Se li recorda principalment pels seus estudis agrícoles, com els relatius a la influència de la pluja sobre el rendiment dels cereals i els recomptes de camp de les plantes malaltes.
Va escriure nombrosos articles i llibres que han esdevingut obres de referència fonamentals. Entre tots ells cal citar els següents:
- William G. Cochran, Gertrude M. Cox. “Experimental designs”. New York (NY): Wiley. (1950). ISBN 0-471-54567-8
- William G. Cochran. “Sampling Techniques”. 3ª Ed. New York (NY): Wiley. (1977). ISBN 0-471-16240-X
- George W. Snedecor, William G. Cochran. “Statistical Methods Applied to Experiments in Agriculture and Biology”. 5ª Ed. New York (NY): Wiley. (1956). ISBN 0-8138-1561-4
- William G. Cochran. “Planning and Analysis of Observational Studies”. Lincoln E. Moses, Frederick Mosteller (Eds.) New York (NY): Wiley. (1983). ISBN 0-471-88719-6
- W. G. Cochran; D. J. Watson. “An experiment on observer's bias in the selection of shoot-heights”. Empire Journal of Experimental Agriculture. 4, (13) 69-76 (1936).